# 문희도서관
문희도서관은 경상북도 문경시에 있는 공립 도서관이다.

## 연혁
- 1998년 5월 18일 개관.